# Trubschachen
Trubschachen (hasta 1867 oficialmente Lauperswil Viertel) es una comuna suiza del cantón de Berna, situada en el distrito administrativo del Emmental. Limita al norte con la comuna de Langnau im Emmental, al este con Trub, y al sur y oeste con Eggiwil.
Hasta el 31 de diciembre de 2009 situada en el distrito de Signau.

## Comunas hermanadas
- Strmilov (Partnergemeinde)
- Midway
- Romang - Santa Fe, Helvecia, Cayastá